# Libraccio
Libraccio è una catena di librerie che registra annualmente un fatturato medio di 90 milioni di euro, con la collaborazione di circa 500 dipendenti.
Fondata nel 1979 a Milano, Libraccio ha iniziato la sua attività con la compra-vendita di libri usati, con una particolare specializzazione nel prodotto scolastico. In seguito, ha ampliato la sua offerta includendo libri nuovi, CD, DVD, vinili, prodotti di cartotecnica e giocattoli.
Attualmente, il gruppo Libraccio è composto da 65 negozi: 64 librerie e 1 cartoleria, presenti in 35 città in 7 regioni d'Italia.

## Storia

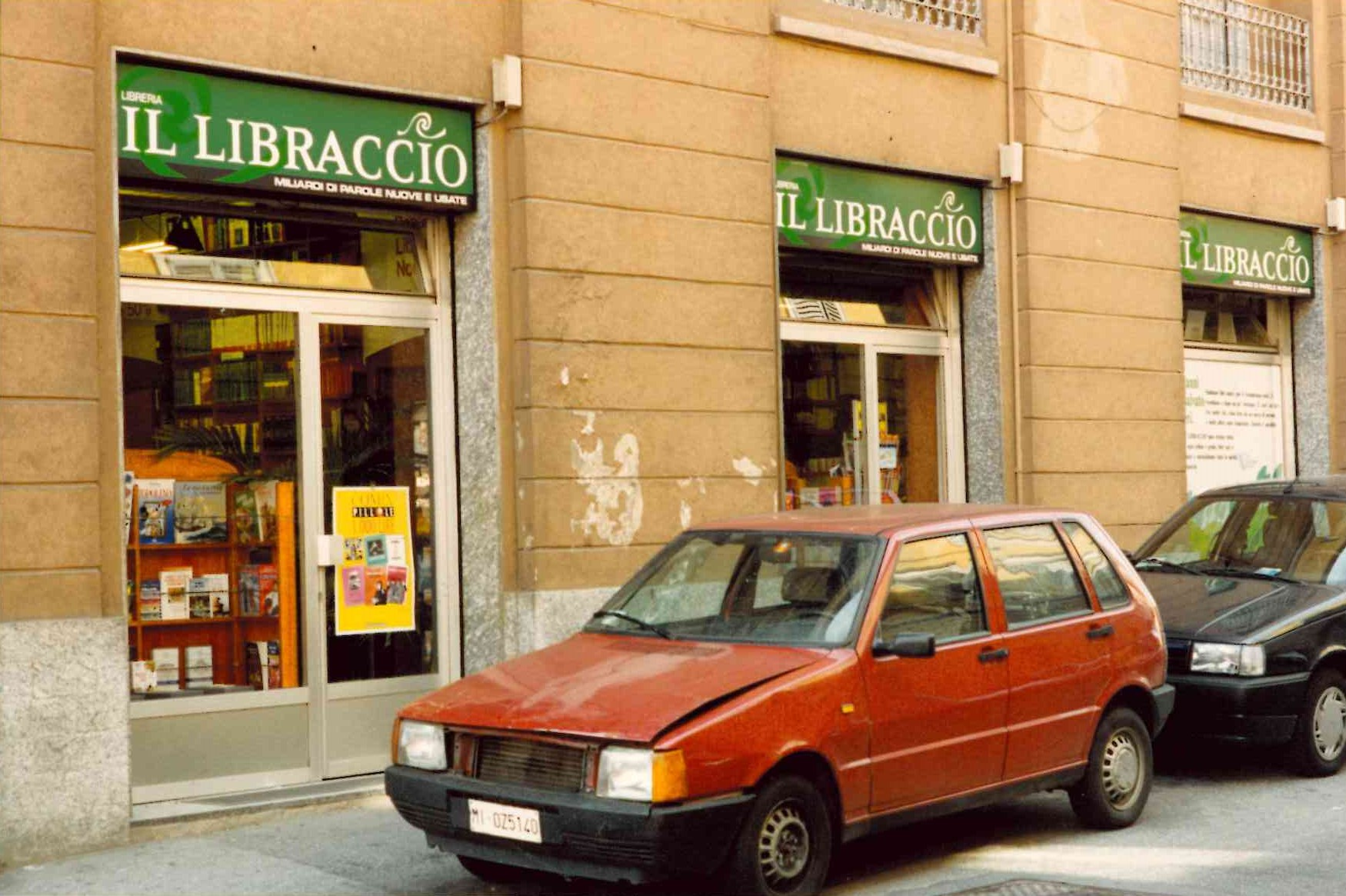
Foto storica della libreria Libraccio di Monza, Piazza Indipendenza 4.

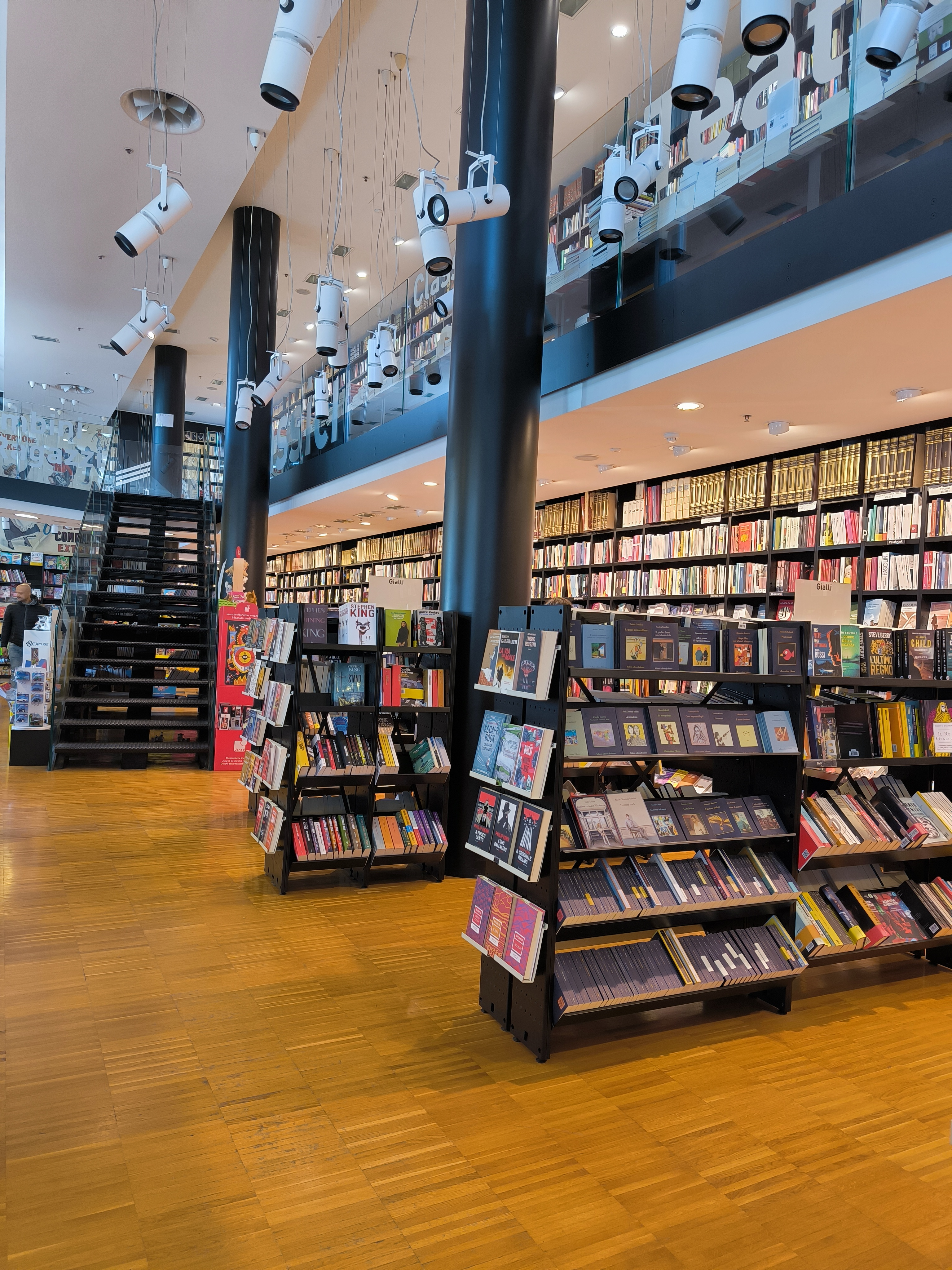
Interni della libreria Libraccio di Milano, Viale Romolo 9.

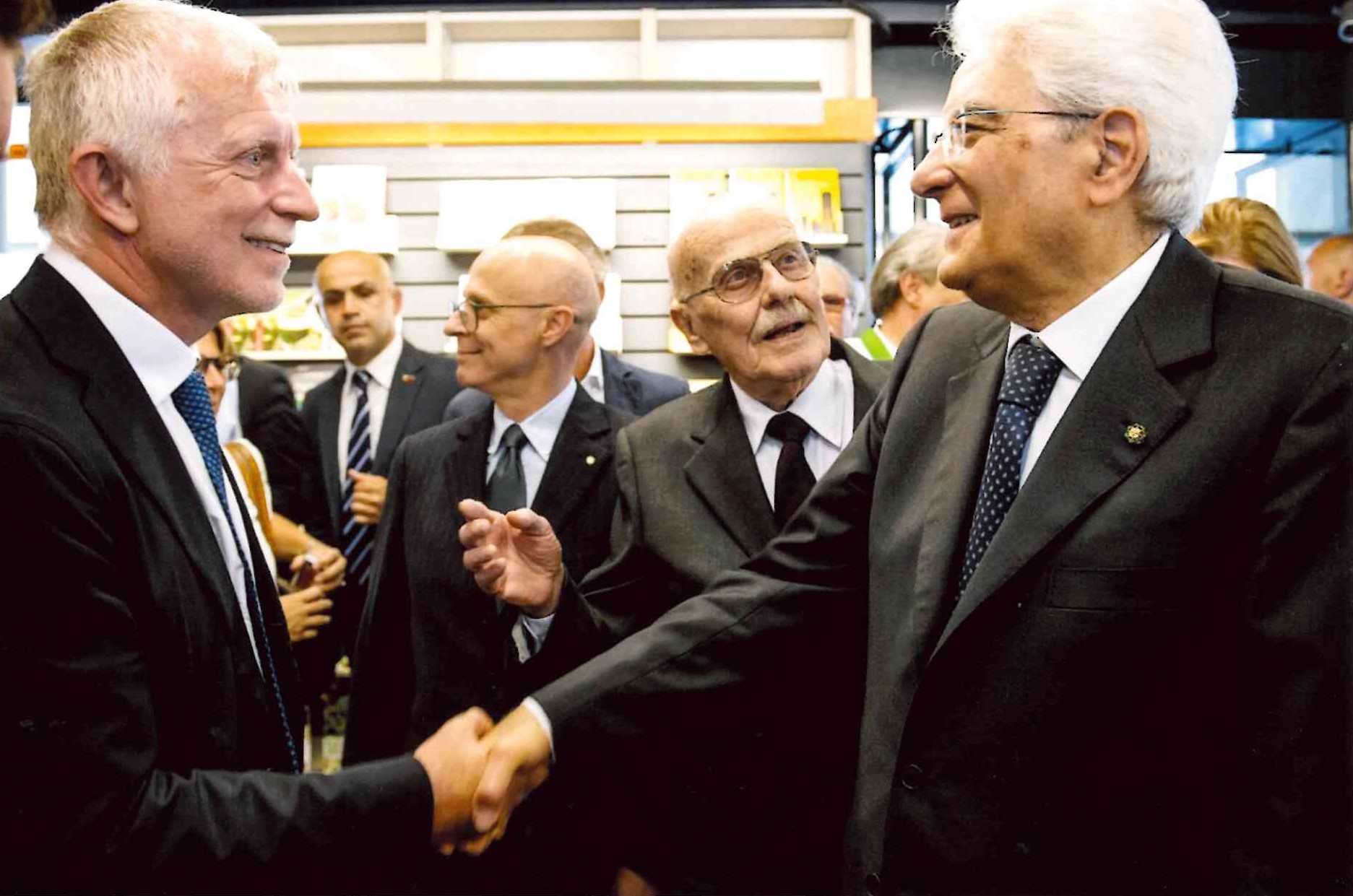
Il Presidente Sergio Mattarella e l'AD di Libraccio Edoardo Scioscia a Vicenza.

### Anni settanta - Gli inizi
Gli inizi degli anni Settanta hanno visto la formazione del nucleo originario di Libraccio, quando i soci fondatori si sono incontrati al mercatino dei libri usati di largo Richini, di fronte all'Università Statale di Milano. Nel 1978, l'ultimo mercatino di Piazza Vetra a Milano sancì l'inizio un percorso imprenditoriale che avrebbe portato poi alla nascita della prima libreria Libraccio nel 1979 a Milano, in Via Corsico, lungo i Navigli ad opera di Piero Fiechter, Tiziano Ticozzelli e Silvio Parodi.

### Dagli anni ottanta agli anni novanta - Aperture delle prime librerie e nascita di DMB S.r.l.
Nel 1982 Edoardo Scioscia (oggi AD del gruppo) apre il primo punto vendita a marchio Libraccio a Monza, in piazza Indipendenza, mantenendo la stessa impostazione della libreria basata sul mercato dell'usato e sull'editoria scolastica. Nel 1984, la presenza di Libraccio si espande anche al di fuori della Lombardia con l'apertura di un punto vendita a Genova, in Piazza Rossetti, grazie all'arrivo di nuovi volti che si affiancano allo storico gruppo dei fondatori.
La crescita del gruppo porta alla creazione della DMB S.r.l., la società di distribuzione indipendente che rifornisce la maggior parte delle librerie Libraccio. Nel 1991, la necessità di spazi più ampi porta al trasferimento in un magazzino più grande a Monza e all'informatizzazione del sistema di gestione. Oggi, DMB è una delle principali aziende per la distribuzione di testi scolastici e universitari in Italia.
Tra la fine degli anni '80 e l'inizio degli anni '90, l'ingresso di nuovi soci nel gruppo ha portato all'apertura di nuovi punti vendita a Bergamo, Brescia, Como, Varese, e varie a Milano, tra le quali quella in Piazza Duomo, che però verrà trasferita in Piazza Fontana (Via Santa Tecla), nei pressi dell'Università Statale di Milano, nel 1999.
Nel 1995, i risultati positivi dei primi 15 anni di attività spingono Libraccio a guardare oltre le regioni del Nord, inaugurando nuove sedi a Roma, Bologna, Firenze, Padova, Novara, e Ferrara, nello storico Palazzo San Crispino, grazie a una joint venture con Messaggerie Italiane.

### Anni duemila - Acquisizioni e lancio di Libraccio.it
Negli anni successivi, nuovi punti vendita sono aperti ad Alessandria, Genova, Pisa, Milano, Torino e in altre città. Nel 2002, l'acquisizione della più antica cartolibreria di Como: Noseda, porta all'apertura di un nuovo punto vendita nella città, e nello stesso anno viene inaugurato il quinto punto vendita a Milano, in Via Solferino.
Nel 2003, Libraccio fa il suo ingresso a Torino, aprendo un punto vendita in Via Ormea. Tra il 2004 e il 2009, nuovi negozi vengono aperti a Chiavari, Monza, Curno, Bologna, Pisa, Savona e Milano, la sesta nella città meneghina, vicino al Politecnico di Milano (Via Candiani), confermando la volontà di presidiare le zone universitarie.
Nel 2009, Libraccio si proietta anche nel mondo online con il lancio del sito Libraccio.it, che diventa parte nel 2017 di una joint venture tra Feltrinelli (50,1%), gruppo Messaggerie (46,9%) e Libraccio (3%) che utilizza in concessione il marchio Libraccio.it.

### Anni duemiladieci - 35º anniversario e nascita di LibraccioEditore
Tra il 2010 e il 2012, mentre il punto vendita in Via Solferino a Milano viene chiuso, un nuovo negozio apre in Viale Romolo, con i suoi tre piani costituisce una delle più grandi del gruppo. Nel 2012, sono inaugurati negozi a Pisa e Torino. Nello stesso anno, nasce LibraccioEditore, inizialmente focalizzata su testi universitari e storia locale di Milano, successivamente allarga la sua attività alla narrativa.
Nell'estate del 2013, Libraccio rileva la storica catena "Galla" di Vicenza, fondata nel 1880. Nel 2014, in occasione del 35º anniversario, viene pubblicato il libro "Libraccio, quando i sogni cambiano le regole" edito LibraccioEditore, dove viene documentata la storia completa del gruppo.
Nel 2018, a Genova, viene inaugurato il terzo punto vendita in Via Cairoli, nei locali lasciati liberi della storica Libreria Bozzi, la prima libreria aperta in Italia nel 1810, chiusa cinque anni prima.

### Anni duemilaventi - 45º anniversario e conferimento dell'Ambrogino d'Oro
Tra il 2019 e il 2022, in occasione del 40º anniversario, vengono inaugurate nuove librerie a Rovigo, Parma, Castelletto Ticino, Varese, Padova, Torino, Asti, Cremona e altre due sedi a Roma, (Via Appia e Via Chiana) consolidando la presenza nella Capitale.
Nel 2023, due nuove librerie a Tradate e Milano, in Viale Stelvio, portano il totale delle librerie Libraccio a quota 60. Nel medesimo anno viene rinnovata la libreria all'interno del campus della Università IULM, a Milano, aperta nel 2021.
Nel 2024, anno del 45º anniversario del gruppo, viene inaugurata la libreria di Viale Monza, a pochi passi da Piazzale Loreto, a Milano e la libreria di Via Selmi, accanto al Duomo di Modena. Nello stesso anno Emmelibri - Gruppo Messaggerie Italiane aumenta la propria partecipazione in DMB, holding di Libraccio, passando dal 17% al 51%. Il 7 dicembre 2024 il Comune di Milano conferisce a Libraccio il prestigioso Ambrogino d'Oro "per l’impegno dimostrato nella valorizzazione sociale di Milano".
Nel 2025 viene inaugurata la seconda libreria a Modena, specializzata in editoria per bambini, ragazzi e per la scuola, a breve distanza dall'altro punto vendita modenese. Nel mese di aprile apre la quarta libreria nella Capitale, nel cuore del quartiere Trionfale di Roma, a pochi passi dai Musei Vaticani. Nel mese di Giugno stringe un'alleanza con Peregolibri a Barzanò, storica realtà culturale nella Brianza lecchese.

## Eventi
- Salone Internazionale del Libro. Libraccio è presente ogni anno al "SalTo" con uno stand che propone libri nuovi, usati e remainders, oltre a titoli di modernariato e pezzi da collezione.[17]
- Ritratti tra le righe. Nel 2022, presso la libreria di Milano in Viale Vittorio Veneto 22, viene lanciato il format “Ritratti tra le righe” per catturare e valorizzare il rapporto dei lettori con i libri.[18]
- Leggo Molto. Nel 2022 viene avviato il format “Leggo Molto” presso la libreria di Vicenza. L’evento vuole incoraggiare la lettura rendendola divertente e accessibile a chiunque.[19]
- Te lo leggo negli occhi. Nel 2023 viene avviata la collaborazione tra Libraccio e Ostello Bello con l’ideazione del format “Te lo leggo negli occhi”, uno speed date letterario dove sono i libri a rompere il ghiaccio.[20]
- BookCity Milano. Libraccio è presente ogni anno alla manifestazione milanese volta a promuovere la cultura con presentazioni ed eventi nelle librerie della città.[21]
- Leggo Fumetti. Il 2 dicembre del 2023 si è tenuta la prima edizione di "Leggo Fumetti, un evento in collaborazione con la società di promozione editoriale PromoComix.[22]

## Punti vendita
Questo è il dettaglio della presenza di Libraccio sul territorio italiano:
| Regione        | Anno di apertura | Librerie | Cartolerie | Province coperte               |
| -------------- | ---------------- | -------- | ---------- | ------------------------------ |
| Lombardia      | 1979             | 30       | 0          | MI, VA, LO, MB, LC, MN, BG, BS |
| Veneto         | 2013             | 7        | 1          | RO, VR, VI, PD                 |
| Emilia-Romagna | 2009             | 6        | 0          | FE, PR, BO, MO                 |
| Toscana        | 1997             | 3        | 0          | FI, PI                         |
| Liguria        | 1984             | 5        | 0          | GE, SV                         |
| Piemonte       | 1996             | 9        | 0          | TO, VCO, NO, AT, AL            |
| Lazio          | 1995             | 4        | 0          | RM                             |

### Acquisizioni
Libraccio ha rilevato diverse librerie storiche nel tempo, nel dettaglio:
- Libreria Noseda a Como, la più antica libreria della città venne acquisita da Libraccio e riaperta nel 2002.[4]
- Libreria Galla a Vicenza, nel 2013 Libraccio rileva la storica realtà libraria ed editoriale di Vicenza, espandendosi così anche nel Veneto.[24]
- Libreria Margaroli a Verbania e Gravellona.